# 데쓰토 히로시
데쓰토 히로시(일본어: 鐡戸 裕史, 1982년 9월 28일 ~ )는 일본의 전 축구 선수다.

## 구단 경력
과거 사간 도스, 마쓰모토 야마가 FC에서 활동하였다.